# Lindsay (Kalifornia)
Lindsay város az USA Kalifornia államában, Tulare megyében. Lakosainak száma 12 659 fő (2020. április 1.).

## Népesség
A település népességének változása:

| 2010 | 11 768 |
| 2020 | 12 659 |